# 824 Naval Air Squadron
824ème Escadron aéronaval
Le 824 Naval Air Squadron ou 824 NAS, est un escadron de la Royal Navy Fleet Air Arm. Il est actuellement équipé de l'hélicoptère de guerre anti-sous-marine HM2 Merlin et est basé à la Royal Naval Air Station Culdrose (RNAS Culdrose) en Cornouailles. L'escadron a été formé en 1933, dissout en 1989 et reformé en 2001. Il forme le personnel navigant à la lutte anti-sous-marine.

## Historique

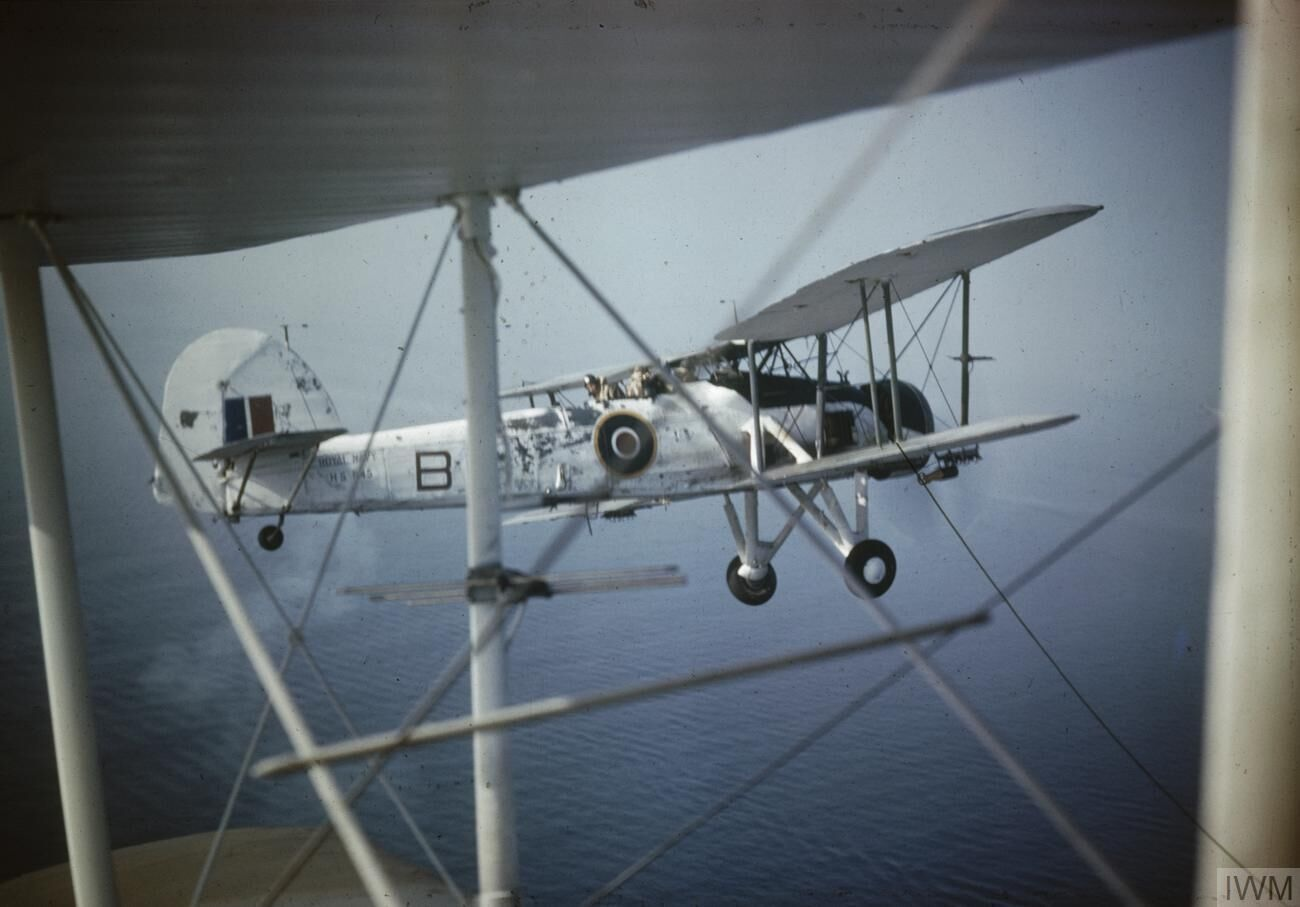
Fairey Swordfish du 824 NAS (1939-45)

L'escadron a été formé à l'origine le 3 avril 1933 en tant que Spotter Reconnaissance Squadron. Pendant la Seconde Guerre mondiale, l'escadron a effectué diverses tâches, telles que la protection des convois, le bombardement stratégique, le repérage des bombardements d'artillerie et les attaques contre les destroyers ennemis. L'escadron a pris part à la bataille de Tarente le 11 novembre 1940, où, avec des avions des escadrons 813, 815 et 819 embarqués sur le HMS Illustrious (R87), il a attaqué avec succès l'escadron de combat italien. Il a été dissout 10 fois entre 1934 et 1970, à cette époque il était équipé du Fairey Seal (en), du Fairey Swordfish, du Fairey Barracuda, du Fairey Firefly et enfin du Fairey Gannet.
L'escadron a participé à la guerre des Malouines, plus tard responsable des essais de l'hélicoptère Westland Sea King. L'escadron a été de nouveau dissou en août 1989 et ses avions ont été transférés au 819 Naval Air Squadron au Royal Naval Air Station Prestwick.

## Utilisation actuelle
Le 824 Naval Air Squadron s'est reformé le 2 juin 2000 au Royal Naval Air Station Culdrose, équipé de huit hélicoptères AgustaWestland EH101 Merlin. En janvier 2013, le 824 NAS a reçu son premier nouvel avion HM.2 Merlin avec l'escadron entièrement converti à la fin de 2013.
Il forme actuellement des pilotes, des observateurs et des membres d'équipage sur l'hélicoptère Merlin HM.2 à la guerre anti-sous-marine. Une fois formé, l'équipage se rend dans l'un des escadrons Merlin de première ligne 814 Naval Air Squadron et 820 Naval Air Squadron.